# Дер Лебедикер
Дер Лебедикер (настоящее имя Хаим Гутман; 13 декабря 1887, Петриков — 1961, Майами) — еврейский юморист, сатирик и театральный критик.

## Биография
Хаим Гутман родился в Петрикове в состоятельной семье Ильи Гутмана и Мириам Оффенгенден. Изучал Танах и Гемару в хедере. В девять лет начал писать стихи на идише.
В 1905 эмигрировал в США. Известен как автор эпиграмм и скетчей для юмористического журнала И.Тункеля «Дер Кибетцер», редактором которого был в период с 1909 по 1915. Во время перерыва, когда «Дер Кибетцер» не издавался, редактировал юмористический еженедельник «Дер Кундес».
Выступал в печати под псевдонимом «Дер Лебедикер» («Весёлый»). Вёл разделы юмора в нью-йоркских еврейских газетах «Ди Вархайт» и «Тог». В последние годы жизни работал в «Моргн Журнал», где опубликовал сотни фельетонов. Пользовался сочным, живым разговорным языком еврея из американского Ист-Сайда, употребляющего типично английские слова для усиления местного колорита. За скетчами «Азой хот герет Помпадур» («Так говорила Помпадур», 1918) последовали семь юмористических сборников. Автор двухактной комедии «Мешиех ойф Ист Бродвей» («Мессия из Восточного Бродвея»), которая изредка ставилась в театрах.